# L'Alcúdia de Crespins
Pour les articles homonymes, voir Alcúdia.
L'Alcúdia de Crespins, en valencien et officiellement, (Alcudia de Crespins en espagnol), est une commune d'Espagne de la province de Valence dans la Communauté valencienne. Elle est située dans la comarque de la Costera et dans la zone à prédominance linguistique valencienne.

## Géographie

Localisation de L'Alcúdia de Crespins
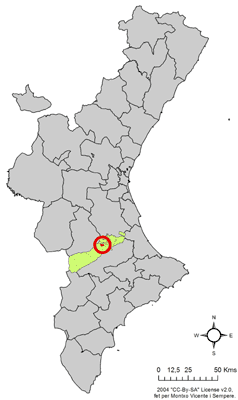
dans la Communauté valencienne.
dans la comarque de la Costera.

Depuis Valence, on accède à cette localité par l'A-7 espagnole. Elle se situe également sur la ligne ferroviaire de proximité (Tren de Cercanías en espagnol, Rodalia en valencien) C-2 de Valence.

### Localités limitrophes
Le territoire municipal de l'Alcúdia de Crespins est voisin de celui des communes suivantes :
Canals, Xàtiva et Montesa, toutes situées dans la comarque de La Costera (province de Valence).

## Histoire
Fondée en 1240, elle est d'origine musulmane. C'était une ancienne métairie nommée Torre de la Alcudia ou Torre de Crespins. Plus tard, en 1353, elle fut vendue à Berenguer de Llombay. Elle appartint ensuite aux comtes d'Orgaz, qui édifièrent un palais (Palacio de los Crespí) à l'emplacement de l'ancienne métairie. En 1609, année marquée par l'expulsion d'Espagne des Morisques, elle comptait 60 foyers.

## Démographie
| 1990  | 1992  | 1994  | 1996  | 1998  | 2000  | 2002  | 2004  | 2005  | 2006  |
| ----- | ----- | ----- | ----- | ----- | ----- | ----- | ----- | ----- | ----- |
| 4.303 | 4.098 | 4.207 | 4.185 | 4.126 | 4.223 | 4.570 | 4.786 | 4.933 | 5.102 |

## Administration
Liste des maires, depuis les premières élections démocratiques.
| Législature | Nom du Maire                             | Parti politique      |
| ----------- | ---------------------------------------- | -------------------- |
| 1979-1983   | Vicent Vercher                           | PSOE                 |
| 1983-1987   | Vicent Vercher                           | PSOE                 |
| 1987-1991   | Vicent Vercher                           | PSPV-PSOE            |
| 1991-1995   | Vicent Vercher                           | PSPV-PSOE            |
| 1995-1999   | Vicent Vercher                           | PSPV-PSOE            |
| 1999-2003   | Juan Melo Faus                           | PP                   |
| 2003-2007   | Raúl Dauder / Xavier Simón / Joanjo Masó | PP / PSPV-PSOE / BNV |

## Économie
La principale ressource économique de la localité est l'industrie textile.
L'activité agricole est très limitée.

### Sources
- (es) Cet article est partiellement ou en totalité issu de l’article de Wikipédia en espagnol intitulé « Alcudia de Crespins » (voir la liste des auteurs).
- (es) Varaciones de los municipios de España desde 1842, Ministerio de administraciones públicas, octobre 2008, 364 p. (lire en ligne) [PDF]